# Бертранд (Мисури)
Бертранд (енгл. Bertrand) град је у америчкој савезној држави Мисури.

## Демографија
По попису из 2010. године број становника је 821, што је 81 (10,9%) становника више него 2000. године.
| Група             | 2000.       | 2010.       |
| Белци             | 709 (95,8%) | 784 (95,5%) |
| Афроамериканци    | 21 (2,8%)   | 15 (1,8%)   |
| Азијати           | 0 (0,0%)    | 1 (0,1%)    |
| Хиспаноамериканци | 3 (0,4%)    | 16 (1,9%)   |
| Укупно            | 740         | 821         |